# Министарство за научнотехнолошки развој, високо образовање и информационо друштво Републике Српске
Министарство за научнотехнолошки развој, високо образовање и информационо друштво Републике Српске је једно од министарстава Владе Републике Српске. Садашњи министар је Срђан Рајчевић.

## Задаци
Главни задатак министарства науке и технологије Републике Српске је усмјеравање, надгледање, подстицање и подржавање развоја научно-истраживачког, високо-школског и технолошко-развојног сектора, који су основа друштвено-економског и хуманог напретка и фактори остварења претпоставки развоја друштва базираног на знању у Републици Српској.

## Историја
Некадашње Министарство науке и технологије Републике Српске је усвајањем новог Закона о републичкој управи децембра 2018. промијенило назив у Министарство за научно-технолошки развој, високо образовање и информационо друштво Републике Српске.

## Организација
- Сектор науке
- Сектор технологије
- Секретаријат Министарства

## Часопис „Инфинити“
Министарство од 2012. објављује часопис „Инфинити“ који излази четири пута годишње. Часопис се бави науком, иновацијом и технологијом.

## Досадашњи министри
- Ђемал Колонић (17. јануар 2003 — 15. фебруар 2005)
- Фуад Туралић (15. фебруар 2005 — 28. фебруар 2006)
- Бакир Ајановић (28. фебрауар 2006 — 29. децембар 2010)
- Јасмин Комић (29. децембар 2010 — 8. мај 2018)
- Ален Шеранић (8. мај 2018 — 18. децембар 2018)
- Срђан Рајчевић (од 18. децембра 2018)